# ヴァルトシュタディオン
ヴァルトシュタディオン（Waldstadion, 正式名称：ドイチェ・バンク・パルク Deutsche Bank Park）は、ドイツのヘッセン州フランクフルト・アム・マインにあるスタジアム。地元サッカークラブのアイントラハト・フランクフルトがホームスタジアムとして使用している。

## 解説
フランクフルト市街地からみて南西の森（ヴァルト）の中に位置し、周辺にはスイミングプールやテニスコートなどのスポーツ施設が隣接している。かつては陸上競技なども開催できる多目的スタジアムであったが、2006 FIFAワールドカップの会場に指定されてから既存のスタジアムを部分的に取り壊しながら建て替える工事を行い、2005年10月に球技専用スタジアムとしてリニューアルオープンした。ベルリン・オリンピアシュタディオンやラインエネルギーシュタディオンの設計を手がけたゲルカン・マルク・アンド・パートナーと、アリアンツ・アレーナの建設に関わったマックス・ベーグルが設計し、ワールドカップが開催されたスタジアムではフェルティンス・アレーナと同様に屋根を閉じることができる構造となっている。
サッカーの国際大会では2006 FIFAワールドカップのほかにも1974 FIFAワールドカップやUEFA欧州選手権1988、FIFAコンフェデレーションズカップ2005、2011 FIFA女子ワールドカップの会場として使用されている。コンフェデレーションズカップと女子ワールドカップでは決勝戦が当地で開催された。
2005年に地元のコメルツ銀行（コメルツバンク）がスタジアムの命名権を獲得したことに伴いコメルツバンク・アレーナ (Commerzbank-Arena) と改称され、その後2020年7月1日にドイツ銀行（ドイチェ・バンク）が7年間の契約で命名権を獲得しドイチェ・バンク・パルクとなった。ただし、ワールドカップなどの国際サッカー連盟 (FIFA) 主催サッカー国際試合開催時は、クリーンスタジアム規定によりFIFA認定の公式パートナー・サプライヤー以外の企業名露出が禁止されているため、名称が変更される。2006 FIFAワールドカップの期間中はFIFAヴェルトマイスターシャフト・シュタディオン・フランクフルト（FIFA WM-Stadion Frankfurt, FIFAワールドカップスタジアム・フランクフルト）という名称が、2011 FIFA女子ワールドカップではFIFAフラウエン・ヴェルトマイスターシャフト・シュタディオン・フランクフルト（FIFA Frauen-WM-Stadion Frankfurt, FIFA女子ワールドカップスタジアム・フランクフルト）という名称が使用された。なお、「ヴェルトマイスターシャフト」 (Weltmeisterschaft) はドイツ語で「世界選手権」の意味である。

## 開催された主な大会
- 1974 FIFAワールドカップ

| 日付          | ホームチーム   | 結果 | アウェーチーム | ラウンド             |
| ------------- | -------------- | ---- | -------------- | -------------------- |
| 1974年6月13日 | ブラジル       | 0-0  | ユーゴスラビア | 1次リーグ・グループ2 |
| 1974年6月18日 | スコットランド | 0-0  | ブラジル       | 1次リーグ・グループ2 |
| 1974年6月22日 | スコットランド | 1-1  | ユーゴスラビア | 1次リーグ・グループ2 |
| 1974年6月30日 | ポーランド     | 2-1  | ユーゴスラビア | 2次リーグ・グループB |
| 1974年7月3日  | ポーランド     | 0-1  | 西ドイツ       | 2次リーグ・グループB |

- UEFA欧州選手権1988

| 日付          | ホームチーム | 結果 | アウェーチーム | ラウンド  |
| ------------- | ------------ | ---- | -------------- | --------- |
| 1988年6月14日 | イタリア     | 1-0  | スペイン       | グループA |
| 1988年6月18日 | イングランド | 1-3  | ソビエト連邦   | グループB |

- FIFAコンフェデレーションズカップ2005

| 日付          | ホームチーム | 結果 | アウェーチーム | ラウンド  |
| ------------- | ------------ | ---- | -------------- | --------- |
| 2005年6月15日 | ドイツ       | 4-3  | オーストラリア | グループA |
| 2005年6月19日 | ギリシャ     | 0-1  | 日本           | グループB |
| 2005年6月22日 | ギリシャ     | 0-0  | メキシコ       | グループB |
| 2005年6月29日 | ブラジル     | 4-1  | アルゼンチン   | 決勝      |

- 2006 FIFAワールドカップ

| 日付          | ホームチーム | 結果 | アウェーチーム | ラウンド  |
| ------------- | ------------ | ---- | -------------- | --------- |
| 2006年6月10日 | イングランド | 1-0  | パラグアイ     | グループB |
| 2006年6月13日 | 韓国         | 2-1  | トーゴ         | グループG |
| 2006年6月17日 | ポルトガル   | 2-0  | イラン         | グループD |
| 2006年6月21日 | オランダ     | 0-0  | アルゼンチン   | グループC |
| 2006年7月1日  | ブラジル     | 0-1  | フランス       | 準々決勝  |

- 2011 FIFA女子ワールドカップ

| 日付          | ホームチーム | 結果         | アウェーチーム | ラウンド  |
| ------------- | ------------ | ------------ | -------------- | --------- |
| 2011年6月30日 | ドイツ       | 1-0          | ナイジェリア   | グループD |
| 2011年7月6日  | 赤道ギニア   | 0-3          | ブラジル       | グループD |
| 2011年7月13日 | 日本         | 2-0          | スウェーデン   | 準決勝    |
| 2011年7月17日 | 日本         | 2-2 (3-1 p.) | アメリカ合衆国 | 決勝      |

## ギャラリー

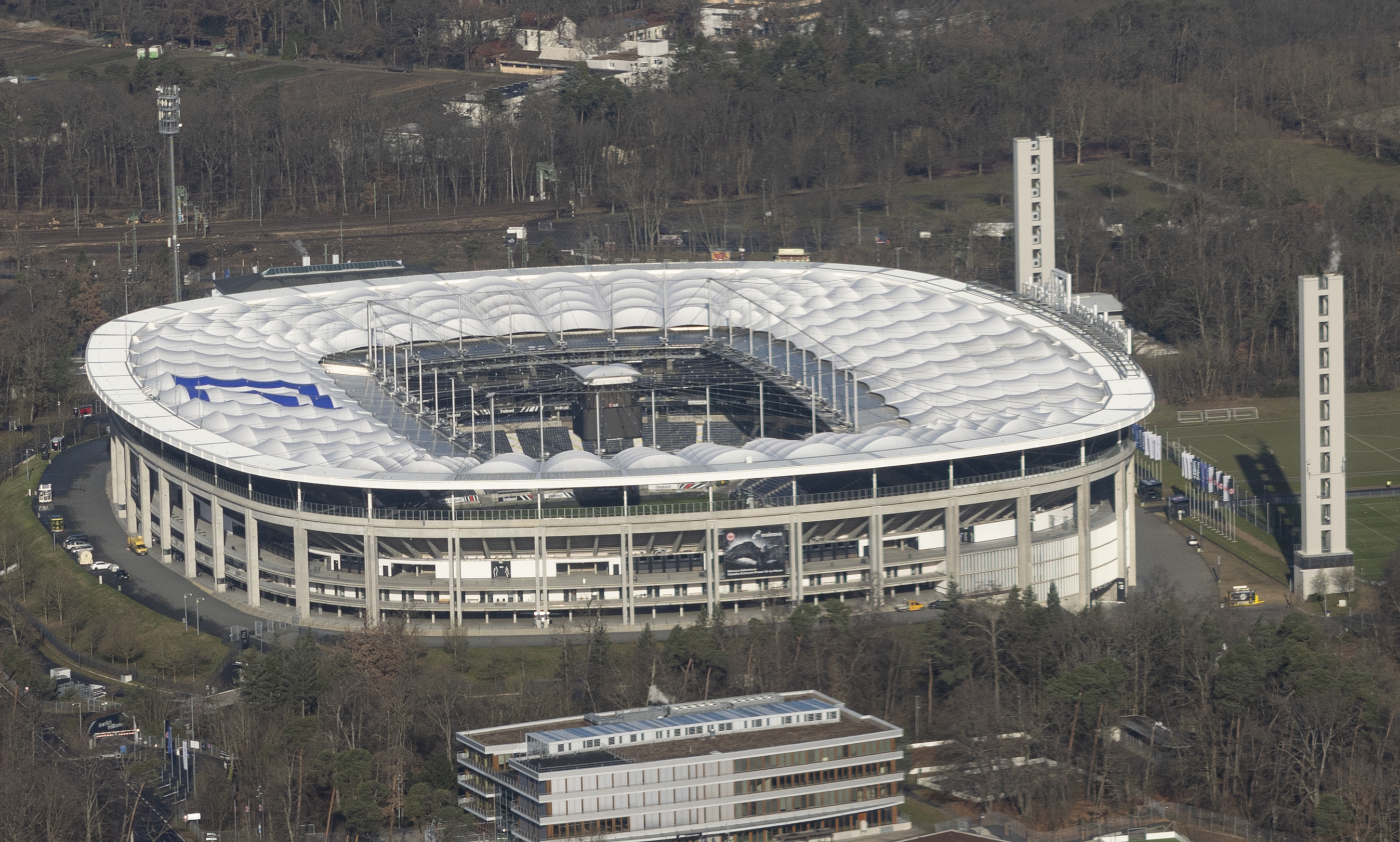
2022年の空撮
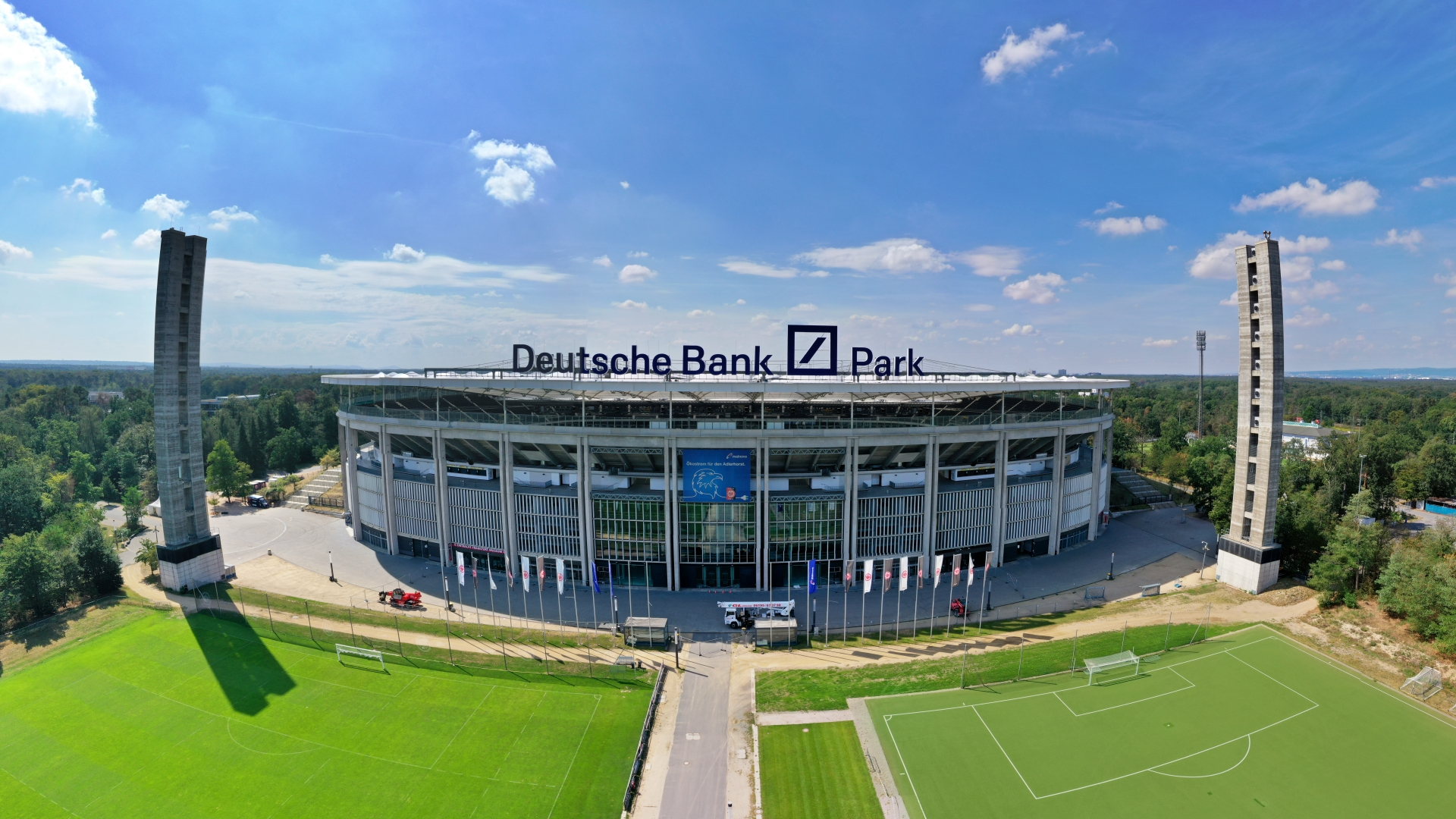
2020年の外観
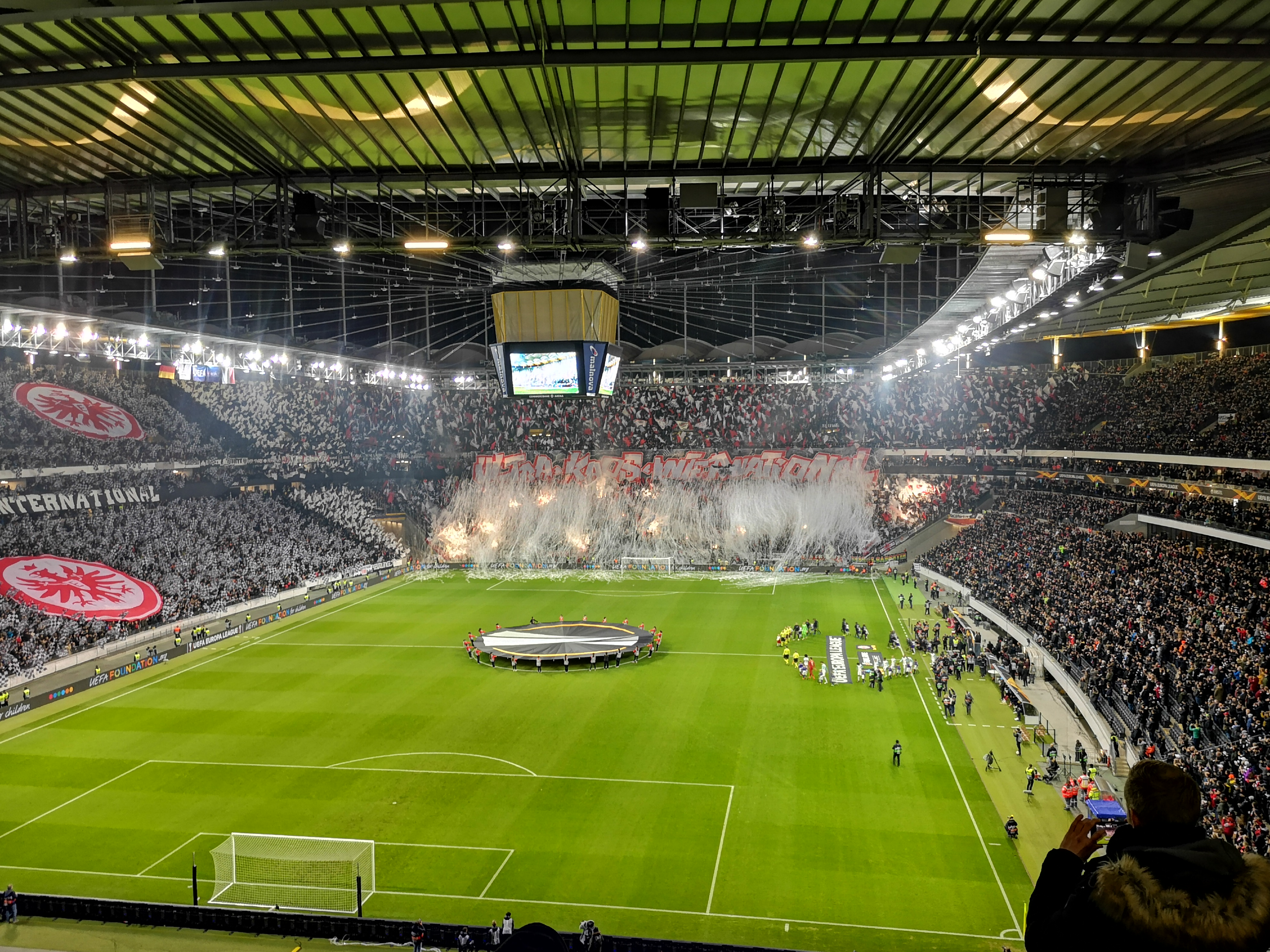
2018年の内観
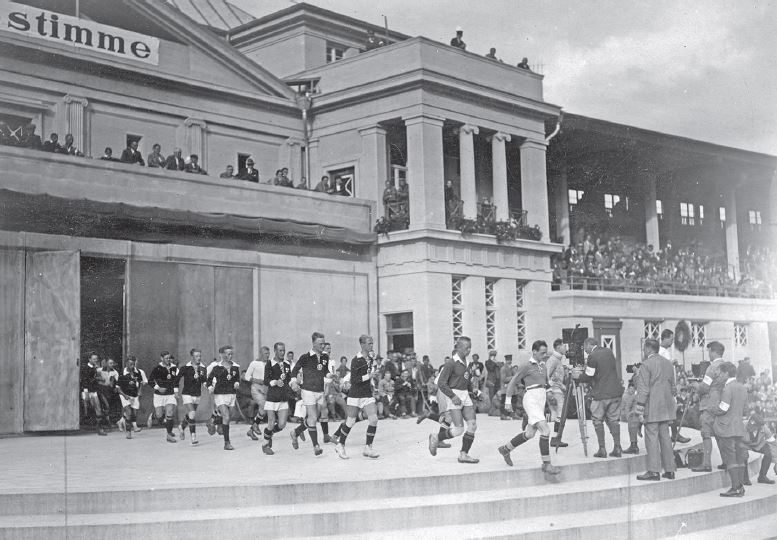
1925年のスタジアム
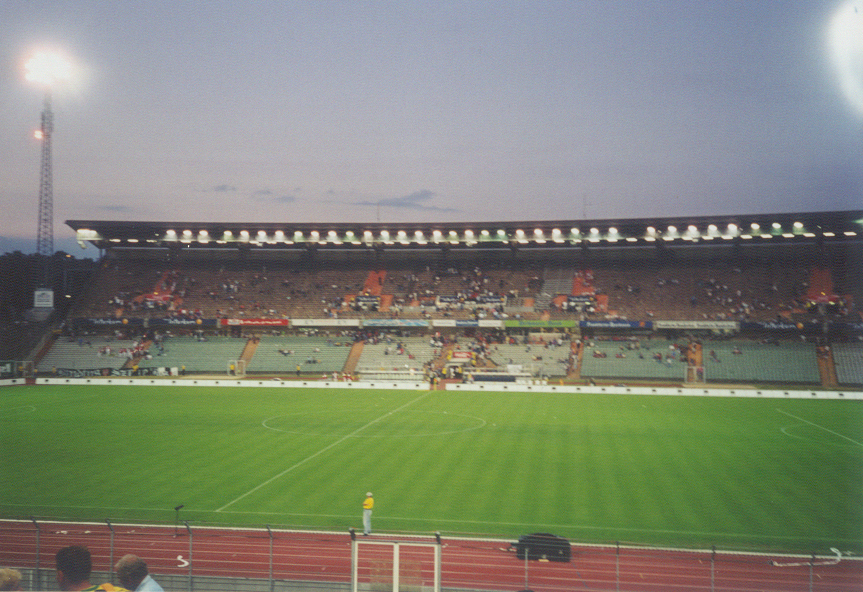
2001年のスタジアム